# Vicente Fatrás Neira
Vicente Fatrás Neira (Arrigorriaga, 22 de gener de 1872 - Miranda de Ebro, 1936?) fou un polític basc, diputat a les Corts de la República i assassinat durant la guerra civil espanyola.
Era originari de Bilbao, però tenia la casa d'estiu a Miranda de Ebro. A les eleccions generals espanyoles de 1931 fou elegit diputat pel Partit Republicà Radical Socialista. Al Congrés formà part de la Conjunció Republicano-Socialista. Votà a favor de l'Estatut d'Estella, i el maig del 1933 acusà públicament al PNB dels fets d'Usansolo (Biscaia), en els quals radical socialistes procedents d'un míting a Amorebieta i nacionalistes bascos s'havien enfrontat a tirs, resultant morts una dona i un nen. No fou reescollit a les eleccions de 1933 ni a les de 1936. L'esclat de la guerra civil espanyola el va sorprendre a Miranda de Ebro. Encara que no va ser detingut immediatament (va acollir a la seva casa el 21 de juliol Ernesto Ercoreca Régil, alcalde republicà de Bilbao, que tornava de Madrid per fer unes gestions i va quedar atrapat a Miranda en estar tallada la línia de ferrocarril), finalment fou tret de casa a la força per les tropes franquistes. Posteriorment informaren la seva esposa que havia estat afusellat i la seva família patí expropiació de béns.